# Борова (Лепосавић)
Борова је насеље у општини Лепосавић на Косову и Метохији. Према процени из 2011. године било је 292 становника.
Површина катастарске општине Борова где је атар насеља износи 939 ha. Припада месној заједници Лешак. Село се налази 10 km северно од Лепосавића, са леве стране Ибра. Око ширег сеоског атара су насеља: Белуће, Поткомље и Гулије, са засеоцима Дреновом и Језеринама. Западно од села су брда Спасевица и Гулијско брдо (553 м), а на југу и југозападу су Стрмац (538 м) и Равни (610 м). Средња надморска висина села је 538 метара.
Сеоским и асфалтним путем преко моста на Ибру, село је повезано са Лешком и главном саобраћајницом која пролази Ибарском долином. Назив села је фитоним и потиче од четинарског дрвета бор. Није искључена могућност да назив села потиче од мушког имена Боро (антропоним), вероватно име старешине рода или оснивач села.

## Демографија
- попис становништва 1948: 253
- попис становништва 1953: 276
- попис становништва 1961: 304
- попис становништва 1971: 264
- попис становништва 1981: 195
- попис становништва 1991: 298

У насељу 2004. године живи 305 становника и броји 74 домаћинстава. Данашњи родови су:  Минићи, Вељовићи, Ивановићи, Петровићи, Тијанићи, Марковићи, Вучићевићи, Васиљевићи, Петровићи, Ћирковићи, Анисијовићи, Стефановићи, Радојевићи, Урошевићи, Аврамовићи, Стојановићи, Симоновићи.